# Krzysztof Bosak
Krzysztof Bosak (Zielona Góra; 13 de Junho de 1982 — ) é um político da Polónia. Ele foi eleito para a Sejm em 25 de Setembro de 2005 com 3764 votos em 8 no distrito de Zielona Góra, candidato pelas listas do partido Liga Polskich Rodzin.

## Opiniões políticas
Bosak é um eurocéptico convicto que procura activamente a retirada da Polónia da União Europeia. Ele se identifica como um nacional conservador e um católico tradicional. Na sua opinião, os principais partidos de direita da Europa Ocidental capitularam perante a revolução liberal e já não promovem valores conservadores. Ele também critica o partido Lei e Justiça, que, segundo ele, provavelmente seguirá o mesmo caminho dos partidos de direita no Ocidente.